# Ba-ta-clan
Ba-ta-clan es una chinoiserie musicale u opereta en un acto con música de Jacques Offenbach y libreto en francés de Ludovic Halévy. Se estrenó el 29 de diciembre de 1855 en París, en el Théâtre des Bouffes Parisiens, Salle Choiseul. La opereta usa números de conjunto y diálogo hablado.
Ba-ta-clan fue el primer gran éxito de Offenbach.  La ingeniosa pieza satirizaba todo, desde la política contemporánea hasta las convenciones de la grand opéra. Se repuso frecuentemente en París, Londres y Nueva York durante décadas, y Offenbach al final la extendió hasta una pieza de larga duración con un reparto de once personajes. Las primeras operetas de Offenbach eran obras a pequeña escala de un solo acto, puesto que la ley en Francia limitaba las obras de teatro musical (diferentes a la grand opéra) a piezas de un solo acto con no más de tres cantantes y, quizás, algunos personajes mudos.  En 1858, esta ley se cambió, y Offenbach fue capaz de ofrecer obras de larga duración, empezando por Orfeo en los infiernos. Esta obra rara vez se representa en la actualidad; en las estadísticas de Operabase ( Archivado el 11 de noviembre de 2015 en Wayback Machine. ) aparece con solo 6 representaciones en el período 2005-2010.

## Personajes
| Personaje           | Tesitura | Reparto del estreno, 29 de diciembre de 1855 (Director: - ) |
| ------------------- | -------- | ----------------------------------------------------------- |
| Fé-an-nich-ton      | soprano  | Dalmont                                                     |
| Ké-ki-ka-ko         | tenor    | Jean-François Berthelier                                    |
| Ko-ko-ri-ko         | barítono | Guyot                                                       |
| Fé-ni-han           | tenor    | Pradeau                                                     |
| Primer conspirador  | tenor    |                                                             |
| Segundo conspirador | tenor    |                                                             |

## Argumento
Dos expatriados franceses en "Che-i-noor," un lejano reino de habla chino, se ven implicados en una trama para derrocar al rey. Después toda una serie de dificultades de comunicación, un poco de baile y canto revolucionario, y un poco de conjugación, todo acaba felizmente.

## Grabaciones
- Jacques Offenbach: Ba-Ta-Clan, orquesta Jean-François Paillard, coral Philippe Caillard. Marcel Couraud (dir.). Huguette Boulangeot (Fé-an-nich-ton), Raymond Amade (Ké-ki-ka-ko), Rémy Corazza (Fé-ni-han), René Terrasson (Ko-ko-ri-ko). 1959, ERATO 063-19 989-2 (CD, con Les bavards)
- Jacques Offenbach: Ba-Ta-Clan, L'ensemble instrumental de Basse-Normandie. Dominique Debart (dir.). Maryse Castets (Fé-an-nich-ton), Vincent Vittoz (Ké-ki-ka-ko), Bernard van der Meersch (Fé-ni-han), Michel Hubert (Ko-ko-ri-ko). 1986, Pluriel PL 3374 (CD)